# Svartmaskad juveltrast
Svartmaskad juveltrast (Pitta anerythra) är en fågel i familjen pittor inom ordningen tättingar.

## Utseende och läte
Svartmaskad juveltrast är en 15 cm lång typisk medlem av familjen med tydliga himmelsblå vingtäckare. Ovansidan är starkt grön, undersidan varmbeige. En svart mask täcker ansiktet och i varierande grad även pannan. Lätet består av enkla eller dubbla raspiga "tooyiii".

## Utbredning och systematik
Svartmaskad juveltrast föörekommer i ögruppen Salomonöarna och delas in i tre underarter med följande utbredning:
- Pitta anerythra pallida – Bougainville
- Pitta anerythra nigrifrons –  Choiseul
- Pitta anerythra anerythra – Santa Isabel

## Status
Svartmaskad juveltrast är mycket dåligt känd och noteras regelbundet endast vid en enda lokal. Den har dock ett begränsat utbredningsområde och den tros minska i antal till följd av habitatförlust, så pass att IUCN kategoriserar den som nära hotad. Beståndet uppskattas till mellan 2 500 och 10 000 vuxna individer.